# 인한수
인한수(印漢洙, 1881년 1월 20일 ~ 1919년 4월 3일)는 대한민국의 독립운동가이다. 본관은 교동(喬桐), 호(號)는 송원(松園)이다.

## 생애

### 일생
1899년 대한제국 하급 관료에 천거되어 이후 1909년까지 충청남도 홍성군, 예산군, 천안군, 아산군, 보령군, 당진군에서 군서기관 직책을 지냈고 관료 직위 퇴임 이후 충청남도의 성리학 중급 대표 향반으로 충청남도 예산에서 훈도하였다.
이후 일제강점기 초기였던 1919년 4월 3일 충청남도 예산군 고덕면 장날 때 예산 고덕면 대천(大川) 장터에 모인 대한 독립 만세 운동 시위 군중을 이끌고 대천교(大川橋) 옆에서 독립선언문을 낭독한 후 대한 독립 만세를 고창하고 태극기를 흔들면서 시위대 선두에 서서 활동하였다. 그 때 일제 관헌과 일경들이 휘두른 총검으로 인하여 많은 군중이 부상되는 것을 보고 격분한 나머지 말을 타고 있던 일군 수비대장에게 달려들어 다리를 끌어내려 내동댕이치자 말에서 떨어진 수비대장이 군도로 목을 자격하였고 그는 결국 그 자리에서 순국하였다.

## 사후
- 대한민국 정부에서는 고인의 공훈을 기리고자 1992년 대한민국 건국훈장 애국장을 추서하였다.